# Pierwszy gabinet Roberta Walpole’a

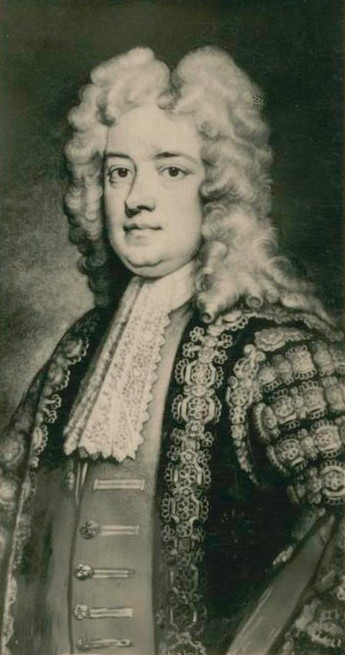
Robert Walpole, pierwszy lord skarbu, kanclerz skarbu

Pierwszy gabinet Roberta Walpole’a – Robert Walpole stanął na czele brytyjskiego gabinetu w 1721. Ważną rolę w jego gabinecie odgrywał także minister północnego departamentu i faktyczny szef polityki zagranicznej państwa Charles Townshend, 2. wicehrabia Townshend. Stan taki przetrwał do 1730, kiedy to doszło do wewnątrz-gabinetowego sporu na temat kształtu brytyjskiej polityki zagranicznej. Spór zakończył się usunięciem Townshenda z gabinetu.

## Skład gabinetu
| Urząd                                | Imię i nazwisko                                               | Kadencja                      |
| ------------------------------------ | ------------------------------------------------------------- | ----------------------------- |
| Pierwszy lord skarbu Kanclerz skarbu | Robert Walpole                                                | 1721–1730                     |
|                                      |                                                               |                               |
| Minister północnego departamentu     | Charles Townshend                                             | 1721–1730                     |
| Minister południowego departamentu   | John Carteret Thomas Pelham-Holles                            | 1721–1724 1724–1730           |
| Lord kanclerz                        | Thomas Parker Peter King                                      | 1721–1725 1725–1730           |
| Lord tajnej pieczęci                 | Evelyn Pierrepont Thomas Trevor                               | 1721–1726 1726–1730           |
| Lord przewodniczący Rady             | Charles Townshend Henry Boyle William Cavendish Thomas Trevor | 1721 1721–1725 1725–1730 1730 |
| Generał artylerii                    | John Churchill William Cadogan John Campbell                  | 1721–1722 1722–1725 1725–1730 |
| Płacmistrz armii                     | Charles Cornwallis Spencer Compton                            | 1721–1722 1722–1730           |

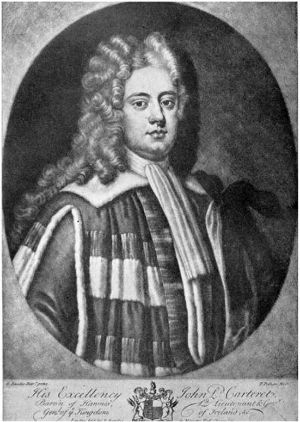
Baron Carteret, minister południowego departamentu
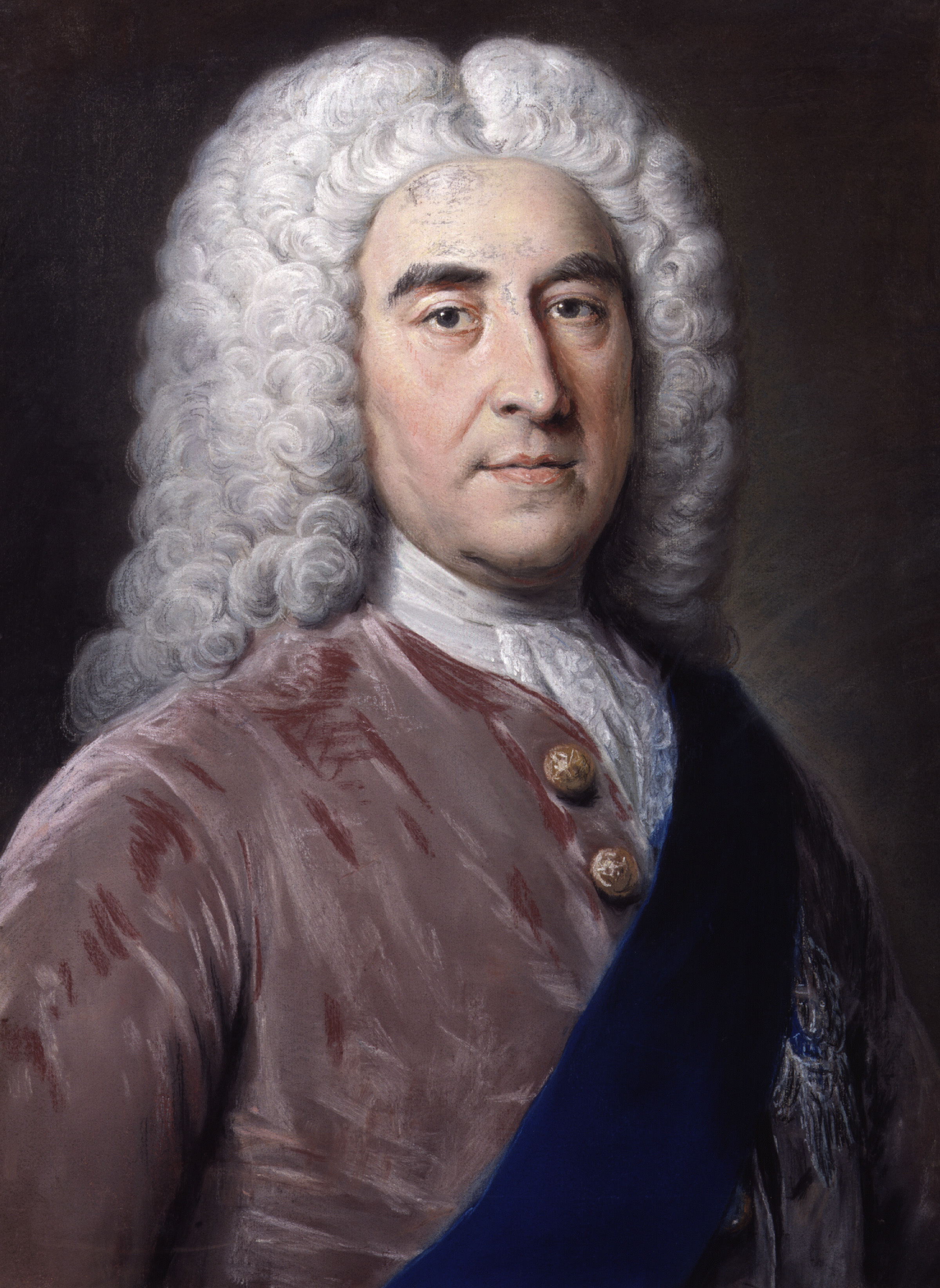
Książę Newcastle, minister południowego departamentu
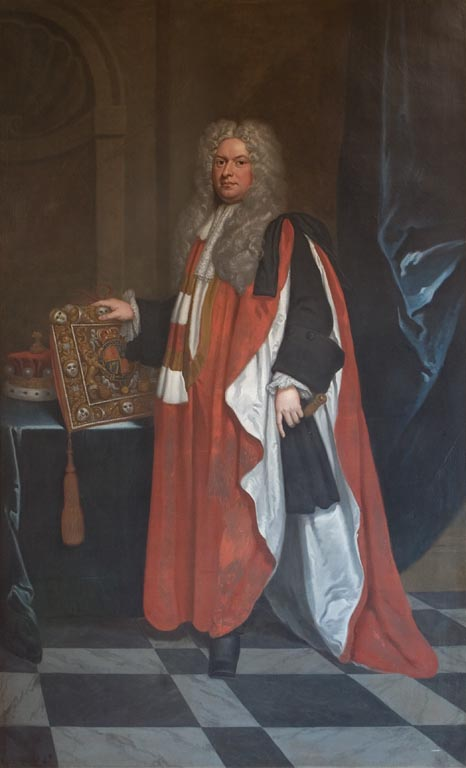
Hrabia Macclesfield, lord kanclerz
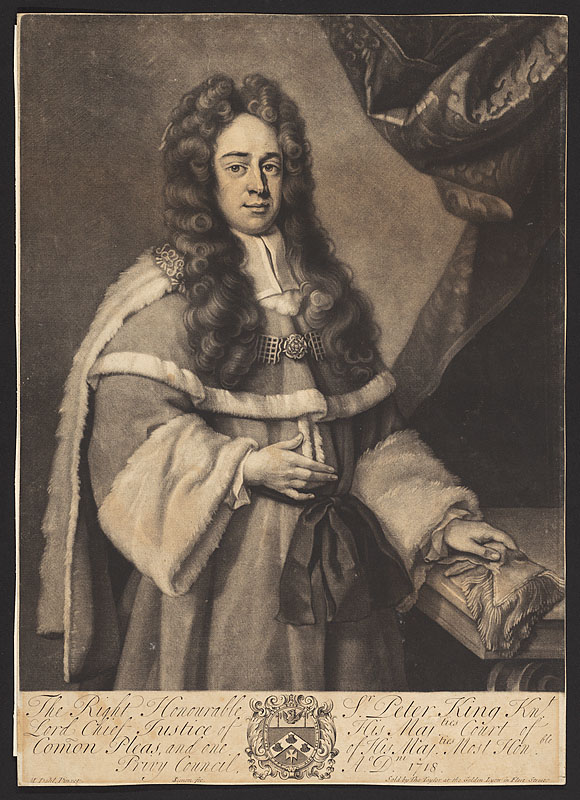
Baron King, lord kanclerz
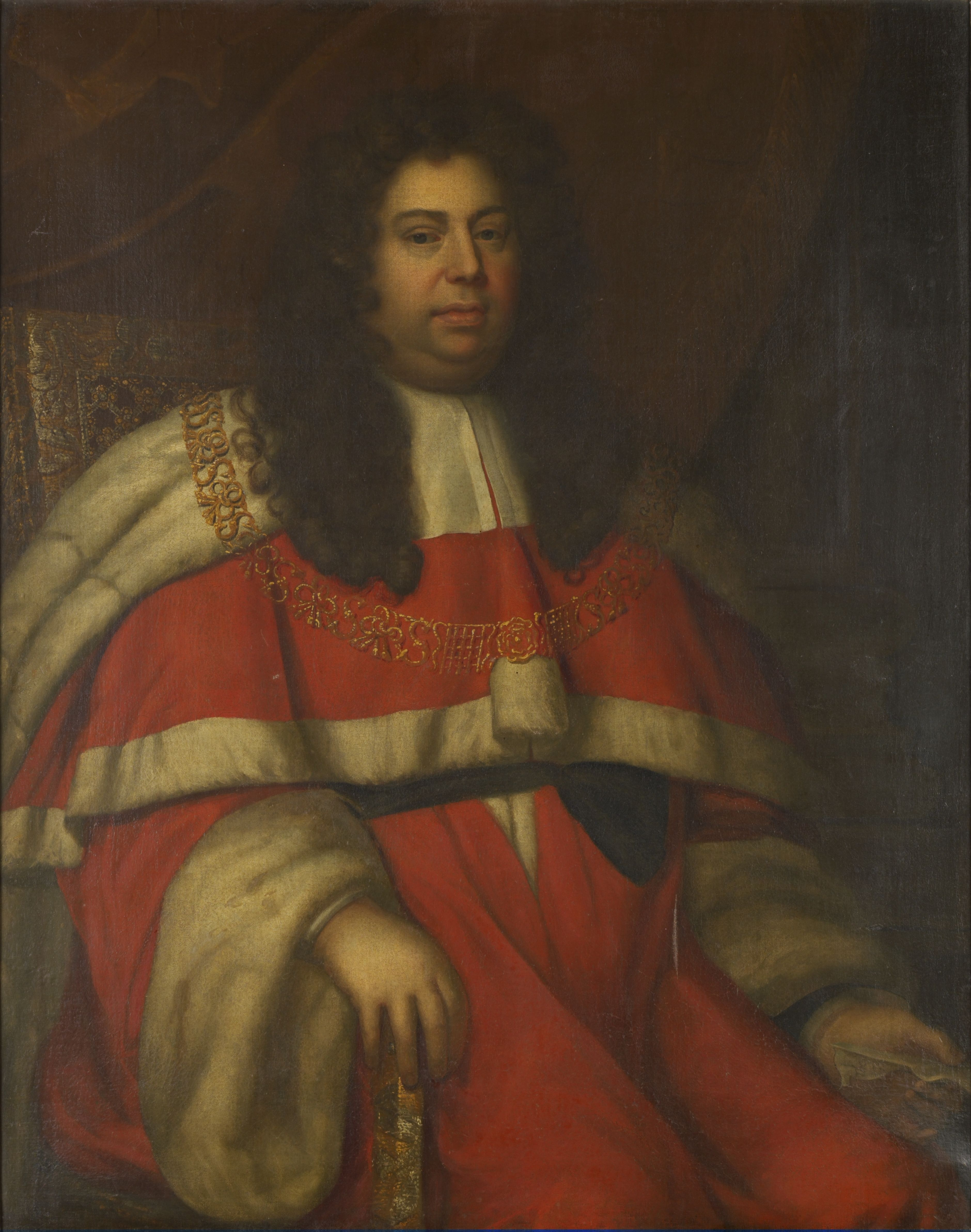
Baron Trevor, lord tajnej pieczęci, lord przewodniczący Rady
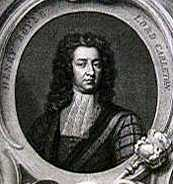
Baron Carleton, lord przewodniczący Rady
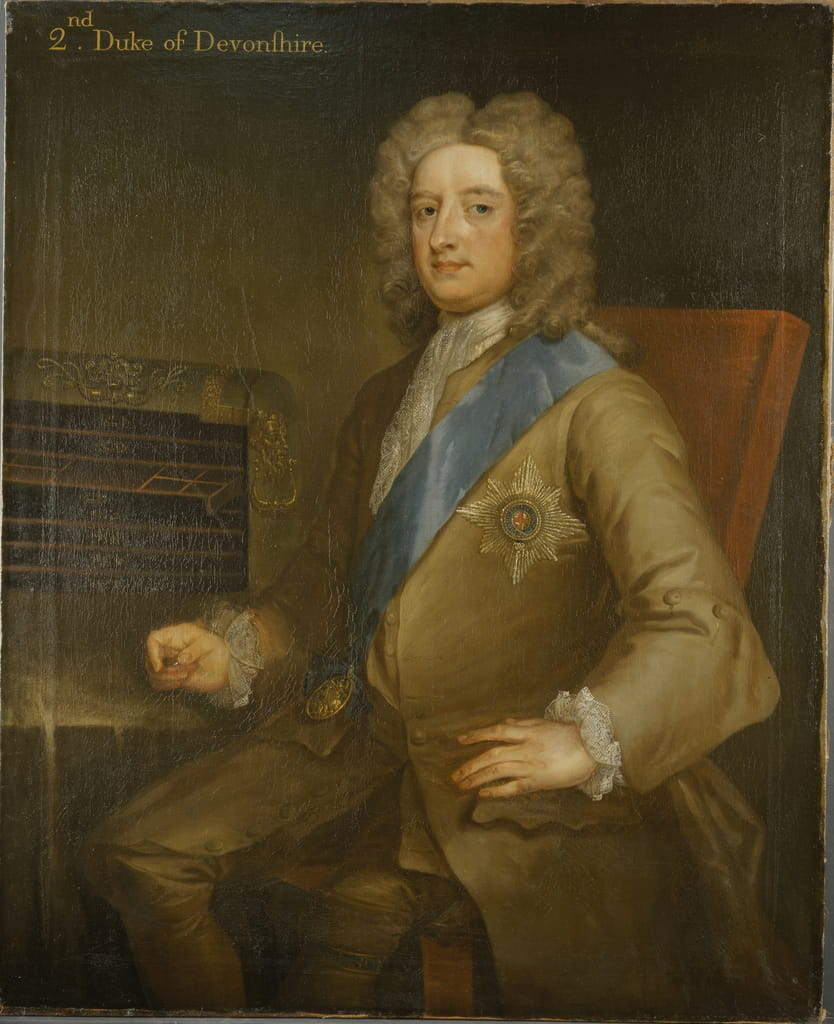
Książę Devonshire, lord przewodniczący Rady
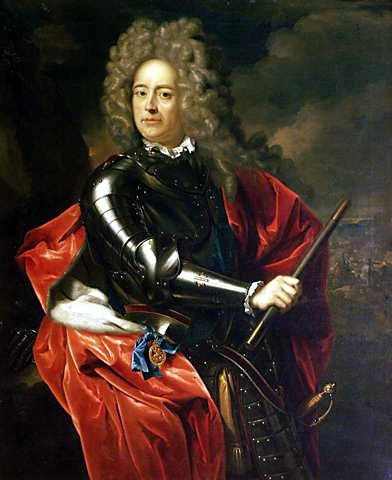
Książę Marlborough, generał artylerii
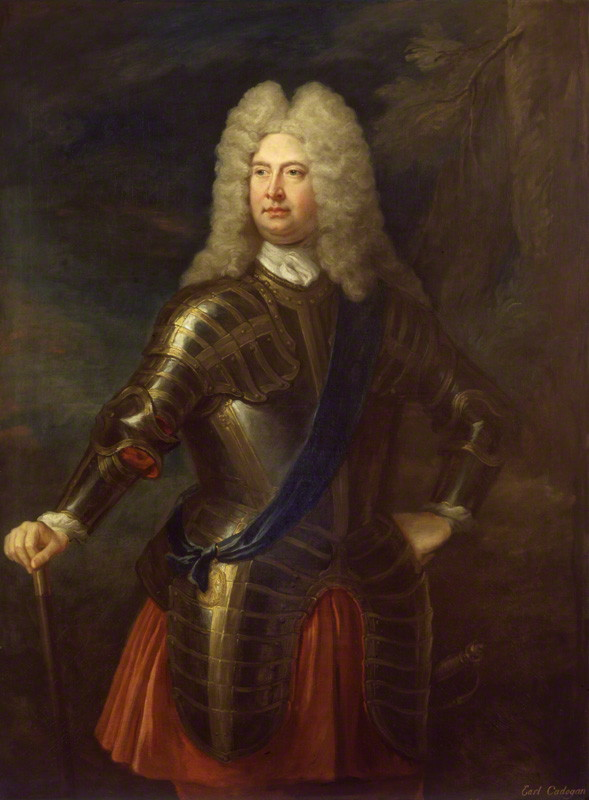
Hrabia Cadogan, generał artylerii
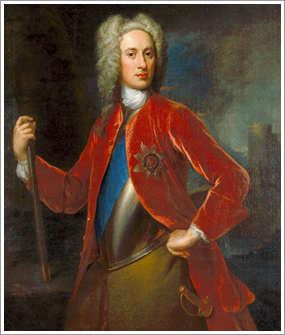
Książę Argyll, generał artylerii
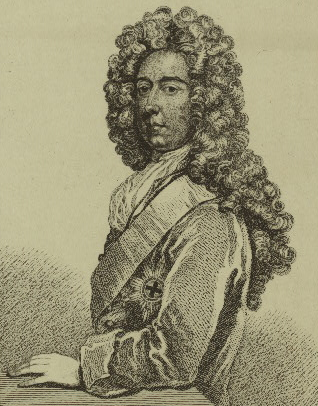
Baron Wilmington, płacmistrz armii